# Tibouchina brachyphylla
Tibouchina brachyphylla är en tvåhjärtbladig växtart som beskrevs av Henry Allan Gleason. Tibouchina brachyphylla ingår i släktet Tibouchina och familjen Melastomataceae. Inga underarter finns listade i Catalogue of Life.